# Ерош пішта
Ерош пішта (угор. Erős Pista, у перекладі «сильний Степан») — перший за популярністю гарячий соус в Угорщині,  який готується з подрібненої гострої паприки та солі. Оскільки ерош пішта не містить інгредієнтів з коротким терміном придатності, він може зберігатися протягом року в холодильнику. Також випускається у вигляді пасти.  В Україні він користується популярністю на Закарпатті, де його можна спробувати у поєднанні зі стравами місцевої кухні, або просто придбавши у крамниці. Завдяки ферментації, ерош пішта не потребує консервантів, що робить його гарною натуральною альтернативою іншим схожим соусам. 
Гостра паприка яка використовується для виробництва соусу на 100% вирощується у регіонах Калоча та Сегед, та має унікальний колір та смак, який вирізняє соус серед інших. Окрім України, ерош пішта експортуються до більш ніж двадцяти країн світу, насамперед до Німеччини, Чехії, Польщі та США.
В залежності від рівня гостроти, існують декілька різновидів даного соусу: Édes Anna (у перекладі з угорської «солодка Анна») — менш гострий та Haragos Pista (у перекладі з угорської «лютий Степан») — більш гострий.

## Історія
Історія соусу тісно пов'язана з розповсюдженням паприки на території сучасної Угорщини. Вона була завезена османами у XVI столітті, та з часом набула широкої популярності та  національного визнання. До XIX століття місцеві кухарі прилаштувалися додавати її до різних страв місцевої кухні, що й стало передумовою до утворення різних типів соусів на основі паприки. Відтак, ерош пішту, завдяки його гостроті та великій кількості солі, почали виготовляти для довготривалого зберігання  під час зимового періоду. 
Хоча оригінальний рецепт соусу зберігається у таємниці та передається від покоління до покоління, сучасний підхід зводиться до змішання подрібненої гострої паприки з сіллю з подальшою ферментацією та консервуванням у слоїках.

## Використання
Угорці додають ерош пішта до багатьох страв місцевої кухні, наприклад, у лечо, курячий паприкаш і в такі супи, як халасле і гуляш.
В Україні, особливо у Закарпатській області, ерош пішта часто використовується у таких стравах як бограч, борщ, та суп харчо. Також він використовується разом з томатною пастою при тушкуванні овочів, приготуванні піци та інших страв.

## Дивись також
- Угорська кухня
- Українська кухня
- Перець чилі
- Табаско